# Guillaume i els nois, a taula!
Guillaume i els nois, a taula! (títol original en francès: Les garçons et Guillaume, à table!) és una pel·lícula de comèdia francesa del 2013 dirigida i protagonitzada per Guillaume Gallienne. Es va projectar en la "Quinzena dels Realitzadors" en el Festival de Cinema de Cannes de 2013, on va guanyar el primer premi (Premi Art Cinema) i el Premi SACD. El gener de 2014, la pel·lícula va ser nominada a deu Premis César en els 39ns Premis César i va guanyar els premis a la millor pel·lícula i millor òpera primera. Va ser doblada al català.

## Argument
Guillaume és el fill d'una dona temperamental de la classe alta. Admira molt la seva mare, que el tracta pràcticament com una nena. Guillaume és completament oposat als seus germans, que són amants dels esports, ja que ell és un noi bastant femení. És característica la forma en què la mare crida els seus fills perquè vagin a menjar: "Guillaume i els nois, a taula!" (frase que dona títol a la pel·lícula). Guillaume és enviat pels seus pares una temporada a un internat anglès. Guillaume dona per descomptat que és gai i s'enamora del seu company de classe a Anglaterra, Jeremy. No obstant això, aquest amor no és correspost i llavors Guillaume es veu per primera vegada com un home i no com una dona. Quan arriba el moment de realitzar el servei militar, Guillaume tracta d'evadir-lo per tots els mitjans i finalment ho aconsegueix. Després d'un breu descans a les muntanyes de Baviera, Guillaume rep el consell de la seva tieta: "Un dia t'enamoraràs, ja sigui d'un home o d'una dona i llavors sabràs si ets homosexual o heterosexual". Ella li aconsella que experimenti la seva sexualitat, i Guillaume acaba visitant un club nocturn per a gais i acompanya un home a casa seva. Però aquest primer intent no surt bé, i en una segona ocasió, quan es troba davant un jove rus nu, és quan s'adona que ell té, en realitat, por dels cavalls i decideix enfrontar-se a aquesta por
. La pel·lícula acaba amb Guillaume en el sopar d'una amiga, on ell és l'únic home ("Guillaume i les noies, a la taula" "Les filles et Guillaume à table"). Allí s'enamora d'una dona, la seva futura esposa.

## Repartiment
- Guillaume Gallienne com a Guillaume / Mamen
- André Marcon com al pare
- Françoise Fabian com a Babou
- Nanou Garcia com a Paqui
- Diane Kruger com a Ingeborg
- Reda Kateb com a Karim
- Götz Otto com a Raymund
- Brigitte Catillon com a la tieta d'Amèrica
- Carole Brenner com a la tieta poliglota
- Charlie Anson com a Jeremy
- Hervé Pierre com al psiquiatre militar
- Nicolas Wanczycki com al psiquiatre civil
- Paula Brunet-Sancho com a Maria
- Yvon Back com al professor d'equitació
- Karina Marimon com a Pilar
- Yves Jacques com a la psicoanalista del tub